# Ласаро Ибиса, Блас
Блас Ла́саро э Иби́са (исп. Blas Lázaro é Ibiza; 1858—1921) — испанский ботаник и миколог.

## Биография
Блас Ласаро Ибиса родился в Мадриде 20 января 1858 года в семье из Арагона. С почестями окончил мадридскую школу, затем получил степень доктора по фармации. После этого стал учиться естественным наукам и вскоре получил степень доктора философии по биологии. С 1882 года Блас работал в Мадридском ботаническом саду — сначала ассистентом, затем — адъюнкт-профессором. В 1882 году он также стал профессором естествознания Центральной учительской школы. В 1892 году Ласаро Ибиса был назначен профессором ботаники Центрального Мадридского университета. Уппсальский университет присвоил Ласаро почётную степень доктора. В 1900 году он был избран членом Королевской академии естественных наук, в 1915 году — Академии медицины. В 1912 году Бласу была вручена золотая медаль Международной академии фитогеографии. Блас Ласаро э Ибиса скончался 28 февраля 1921 года.
Блас Ласаро Ибиса изучал и определял растения и грибы со всего Иберийского полуострова, а также с близлежащих испанских островов. Он издал книгу по флоре страны Libro de la Flora Española.

## Некоторые научные работы
- Lázaro é Ibiza, B. (1896). Compendio de la flora Española. 2 vols.
- Lázaro é Ibiza, B. (1904). Plantas medicinales. 326 p.

## Роды и виды, названные в честь Б. Ласаро Ибисы
- Lazaroa Gonz.Frag. [syn.  Phellinus Quél., 1886]
- Fomes lazaroi Sacc. & Trotter 1925, nom. superfl. [syn.  Phellinus tuberculosus (Baumg.) Niemelä, 1982]
- Polyporus lazaroanus Sacc. & Trotter 1925, nom. nov. [syn.  Coltricia perennis (L.) Murrill, 1903]